# Misión Milagro
La Misión Milagro u Operación Milagro, es un proyecto humanitario que dio inicio el 8 de julio de 2004 liderado por los gobiernos de Cuba y Venezuela. Tiene el propósito de ayudar a aquellas personas con bajos recursos para que puedan ser operadas de distintos problemas oculares. Es un plan sanitario llevado a cabo en forma conjunta por los gobiernos de  Venezuela y Cuba que intenta dar solución a determinadas patologías oculares de la población. Es parte del plan de integración de América Latina, y se integra dentro de los programas para lograr la unidad entre los pueblos Alianza Bolivariana para las Américas (ALBA).
Desde su creación se han operado, gracias al desarrollo alcanzado en la medicina cubana, a millares de latinoamericanos de países como El Salvador, Guatemala, Ecuador, Colombia, Costa Rica, Venezuela, Bolivia, Argentina, República Dominicana y Uruguay, y se pretende su aplicación en otros países. Como parte de su ampliación han surgido Centros de Oftalmología en Venezuela y Bolivia con personal, equipos, dinero proveniente de los recursos petroleros venezolanos extraídos de Pdvsa para construcción de hospitales, insumos cuidado y atención médica a las personas más afectas con pobreza extrema de países como Perú así sustentándose en los acuerdos de cooperación cuba solo integran la atención médica al igual que el país creador del proyecto (Venezuela)
En los centros donde se alojan los pacientes en Cuba son atendidos por médicos, trabajadores sociales o estudiantes universitarios que brindan parte de sus vacaciones para dedicarlas a esta labor de solidaridad. Parte de esta obra es contada por aquellos que la vivieron en el libro de Katiuska Blanco, Alina Perera y Alberto Núñez, Voces del Milagro.

## Objetivos
El plan pretende que, en un periodo de diez años, se dé atención quirúrgica a unas seis millones de personas afectadas por problemas oftalmológicos. El plan, que se inició en Venezuela, se aplica también en 31 países de América Latina, el Caribe, Asia y África. Como extensión de este programa se han creado, con la ayuda del personal médico cubano, clínicas en Venezuela y Bolivia que contribuirán al tratamiento gratuito de estas enfermedades, permitiendo así un mayor control y prevención.

## Desarrollo
En octubre de 2005, el gobierno de La Habana envió 2.000 profesionales de salud a Pakistán, instalando 30 hospitales de campo que atendieron a más de 1,5 millones de personas, debido al terremoto ocurrido en ese país asiático. Debido al terremoto en Indonesia del 27 de mayo de 2006, Cuba envió 135 médicos en una delegación que atendió a 1000 pacientes por día en la isla de Java, quedándose un total de ocho meses.
En diciembre de 2007, Cuba celebró la llegada al millón de pacientes de América Latina, el Caribe y África que han recuperado o mejorado la visión gracias a la Operación Milagro, siendo un hecho único en la historia de la humanidad, gracias a la colaboración de los gobiernos de Cuba y Venezuela. El 20 de noviembre de 2008, Cuba y Angola acordaron la formación de oftalmólogos del país africano bajo la instrucción de los especialistas cubanos en el marco de la Operación Milagro.

## Cobertura actual
En la Operación Milagro participan 165 instituciones cubanas. Se dispone además de una red de 49 centros oftalmológicos con 82 posiciones quirúrgicas en 14 países de América Latina y el Caribe. Hay misiones de la Operación Milagro en Venezuela, Bolivia, Costa Rica, Ecuador, Haití, Honduras, Panamá, Guatemala, San Vicente y las Granadinas, Guyana, Paraguay, Granada, Nicaragua y Uruguay.
No obstante, estados como Perú han visto en esta iniciativa un medio de "infiltración y propaganda". Ante estas acusaciones, la Operación Milagro ha cesado sus actividades en el país andino, cuyo programa funciona a menor escala y tiene un menor alcance. Por otro lado, el gobierno de Estados Unidos (crítico con el gobierno cubano y el papel de ALBA en Latinoamérica) sigue intentando mantener su zona de influencia. Wikileaks reveló que el gobierno estadounidense estaba influenciando al presidente de México Felipe Calderón para que se negase a recibir asistencia médica mediante la Operación Milagro.

## Controversias
La misión no ha estado exenta de polémicas. Múltiples han sido las denuncias de médicos cubanos sobre el trato que reciben por parte del gobierno al que comparan como esclavitud. Entre la denuncias están que los médicos que deciden no regresar a Cuba tras concluir su misión son considerados desertores y se les aplica la "ley de 8 años", que consiste en extraditarlos, encarcelarlos y separarlos de sus familias.
El gobierno cubano recibe jugosas sumas por los servicios prestados por los médicos mientras estos reciben sólo una fracción de lo que pagan los países receptores. Tanto relatores especiales de la Organización de las Naciones Unidas como Human Rights Watch también se han referido al programa como una especie de esclavitud moderna.
Sin embargo, una visión más académica y matizada se presenta en el documental "Vuelta a la luz", en el que participan eméritos profesores del Instituto Cubano de Oftalmología "Ramón Pando Ferrer", como el Dr. Raúl Hernández, actual presidente de la Sociedad Cubana de Oftalmología, y el Dr. Ibrahim Piloto, actual director del centro. Ellos destacan el impacto positivo de la Misión en la salud pública y la accesibilidad de atención médica para aquellos que no podían costearla, mejorando así la calidad de vida de numerosas personas en Venezuela.
Ambos profesores subrayan los aspectos académicos y científicos de la Misión Milagro, resaltando la formación de médicos locales y el intercambio de conocimientos y experticia entre profesionales médicos cubanos y venezolanos. Enfatizan también el componente humanitario de la misión, centrado en brindar atención a los más necesitados.
En conclusión, mientras que la Misión Milagro ha estado rodeada de controversias, también es vista por algunos sectores académicos como un ejemplo exitoso de cooperación internacional en el ámbito de la salud, con un impacto positivo tanto en la salud pública como en el desarrollo de la Oftalmología en Cuba y Venezuela.